# 通訊博物館 (澳門)
通訊博物館（葡萄牙語：Museu das Comunicações），是位於澳門特別行政區馬交石炮台馬路七號的一座以通訊和郵政的博物館，由澳門郵電局管理。

## 沿革
早在1988年，郵電司已在議事亭前地的郵政局大樓內設立郵電博物館，但後來不對外開放。
2000年，郵政局斥資澳門幣七千萬元在馬交石炮台馬路興建了通訊博物館，但是內部工程卻因故阻延，在正式開幕前也曾只以暫時短期形式開放，其後終於在2006年3月1日，由澳門特區行政長官何厚鏵、中國郵票博物館館長朱熠和香港郵政署署長蔣任宏等主持啟用，正式對外開放。

## 設施

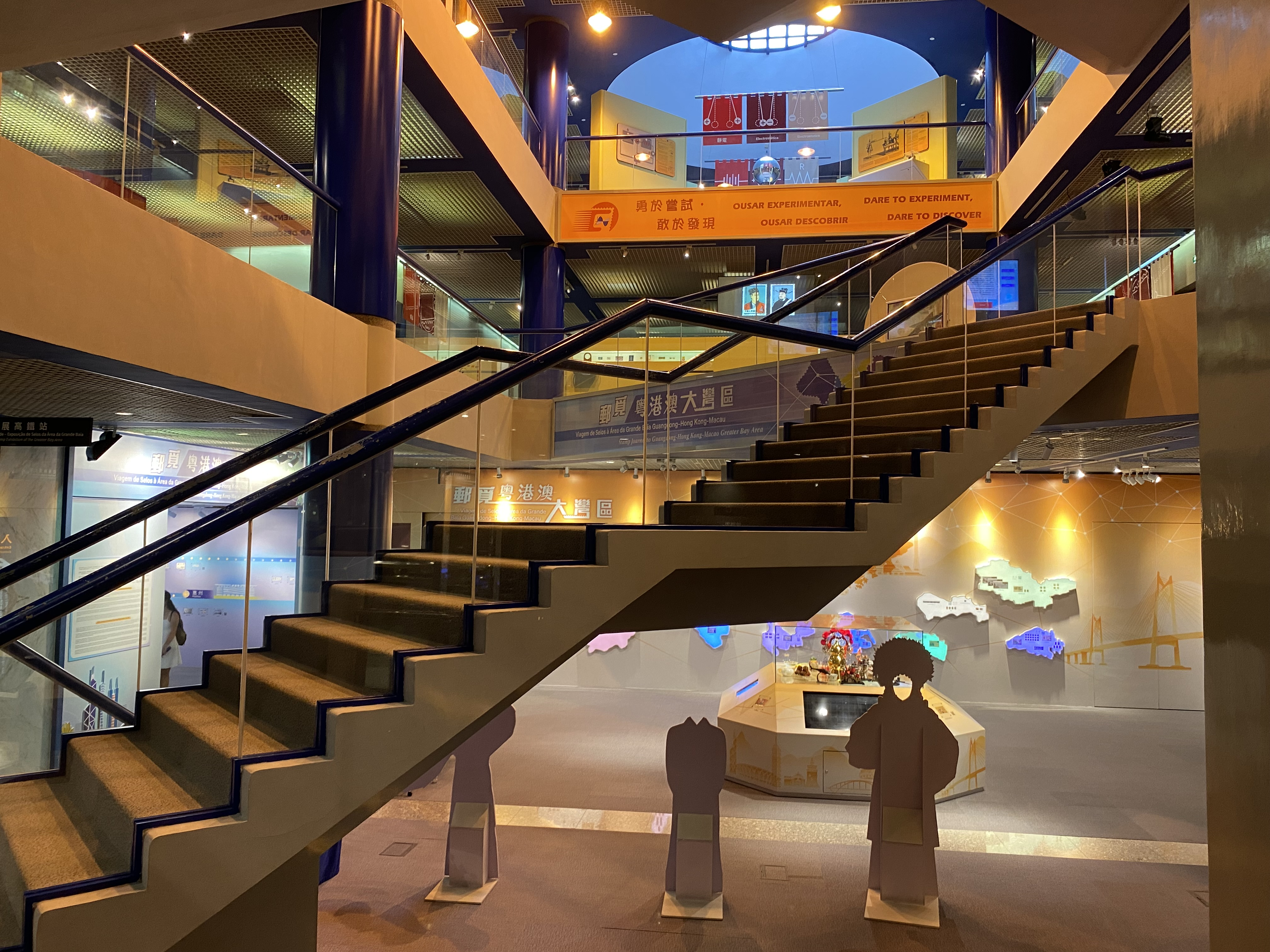
博物館中庭

為了服務澳門市民，尤其是中、小學生，提倡集郵文化和推動普及電訊科學和技術，與及成為一間在電訊領域中讓參觀者藉以互動、探索、實驗、滿足和發展潛能的博物館，並要向澳門市民及遊客推廣集郵技術及宣傳澳門郵票，博物館設立下以下設施。

### 地下
- 大廳：用於臨時的特別展覽。[5]

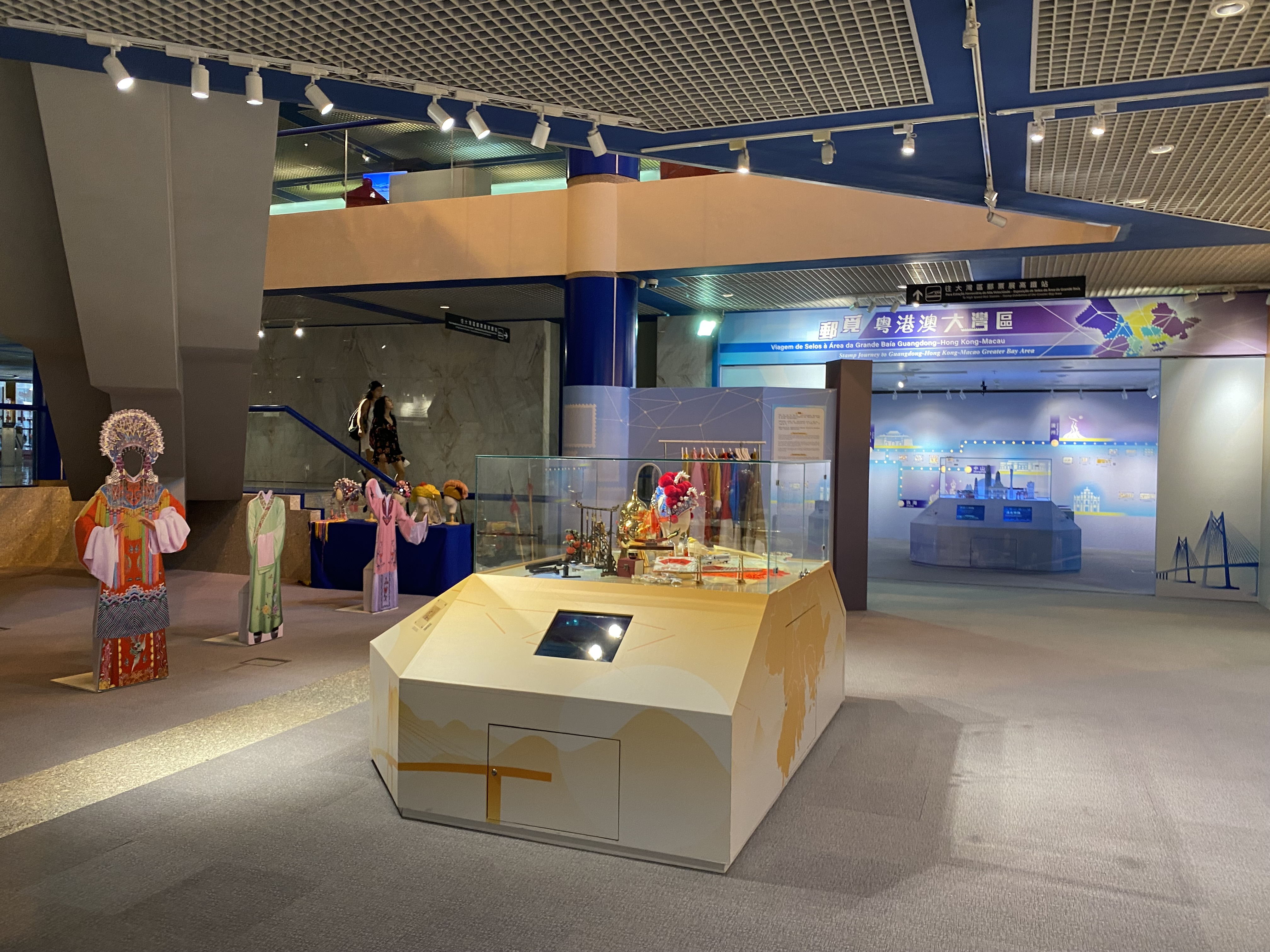
地下大廳

- 多功能活動室：面積約100平方米，可舉辦博物館活動、學校項目及臨時展覽。[6]
- 演講廳：設有100個座位，用於進行科學演示及播放影片，也會用來舉行不同議題的科學研討會。[7]
- 博物館商店：銷售集郵品、紀念品、書籍、教育套裝和科學玩具，也提供一般的郵政服務。[8]

### 一樓

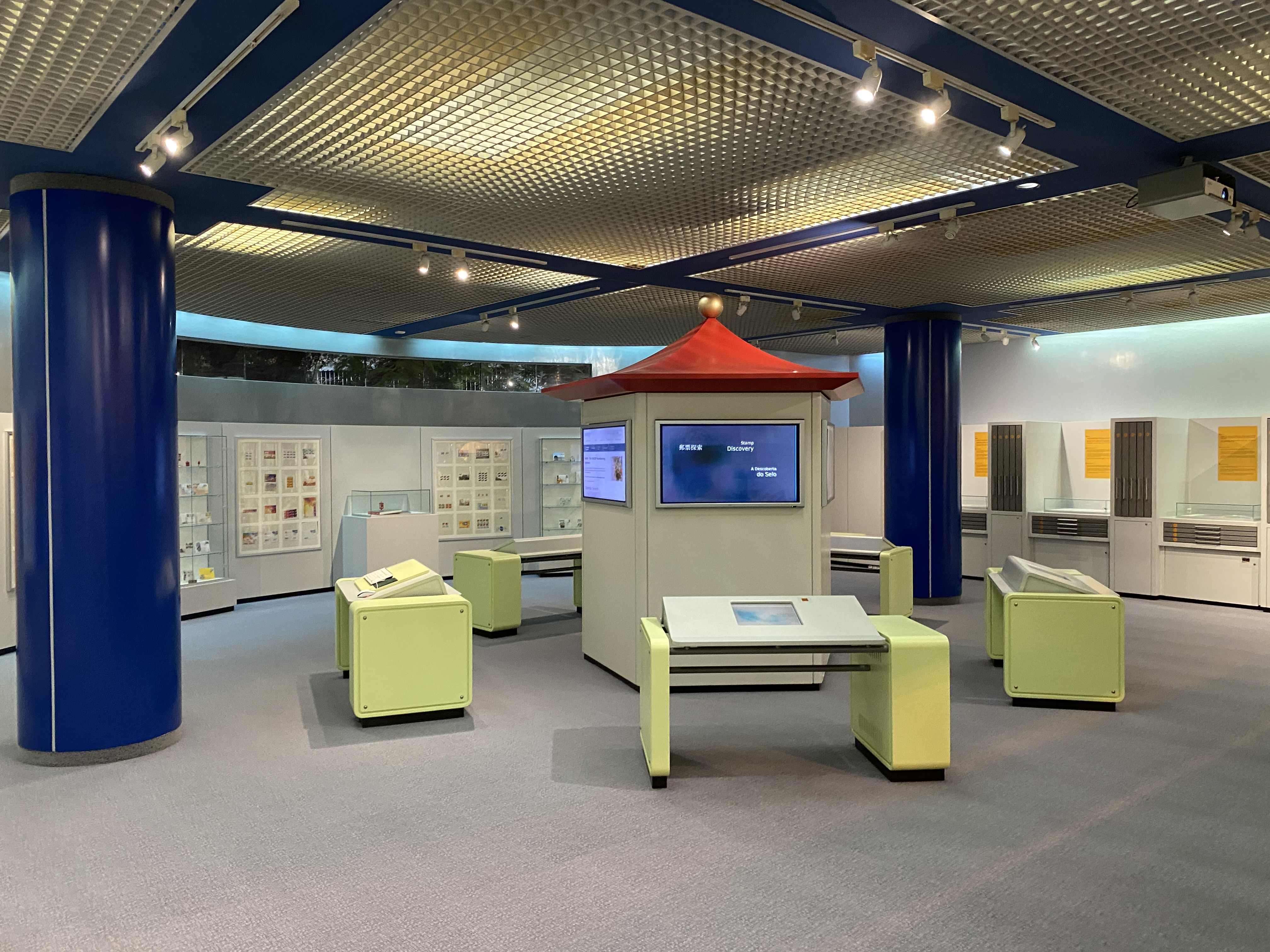
1樓郵政與集郵展區

一樓的郵政與集郵展區集合遠程通訊發展中使用過的系統與技術藏品和設備，展示了與郵政局歷史息息相關的郵票珍藏和郵政器具藏品。
- 郵政局歷史：展出關於郵政局歷史的大型壁畫。
- 通訊基礎'：以各種壁畫、幻燈片、聲響等介紹通訊史，也設有視報機、鐵罐電話、與猩猩對話來體驗通訊技術。
- 迷你影院：可容納達15至20名參觀者觀看放映《郵差叔叔的一天》、《澳門郵票的藝術》、《郵件的旅程》、《通訊工程》。
- 模擬飛行器：為早期的西科爾斯基S-42型機艙，簡化的駕駛座中可操控有澳門景象的模擬飛行器，從馬尼拉飛抵澳門。在模擬飛行器外的大螢屏上則顯示到飛行中的飛機。
- 郵政天地：展出來自世界各地的信箱及郵筒，以及一些郵政人員角色扮演遊戲。
- 郵票天地：提供一些製作郵票的工具自製郵票，每月均舉行郵票設計比賽，頭三名最佳作品的設計者可得獎。
- 集郵：展示澳門郵票的原圖稿、世界各地郵票和集郵品等。

### 二樓

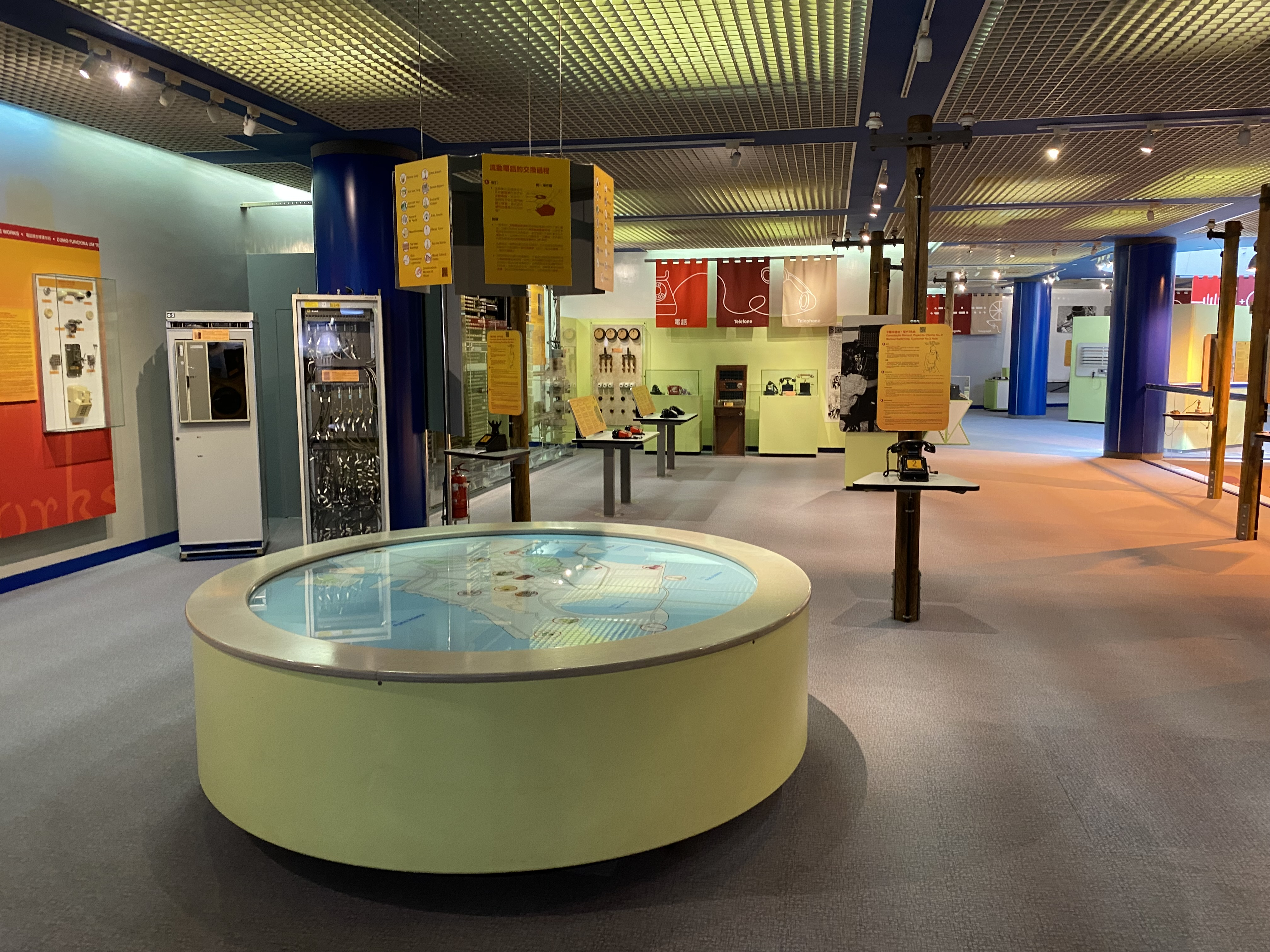
2樓電訊展區

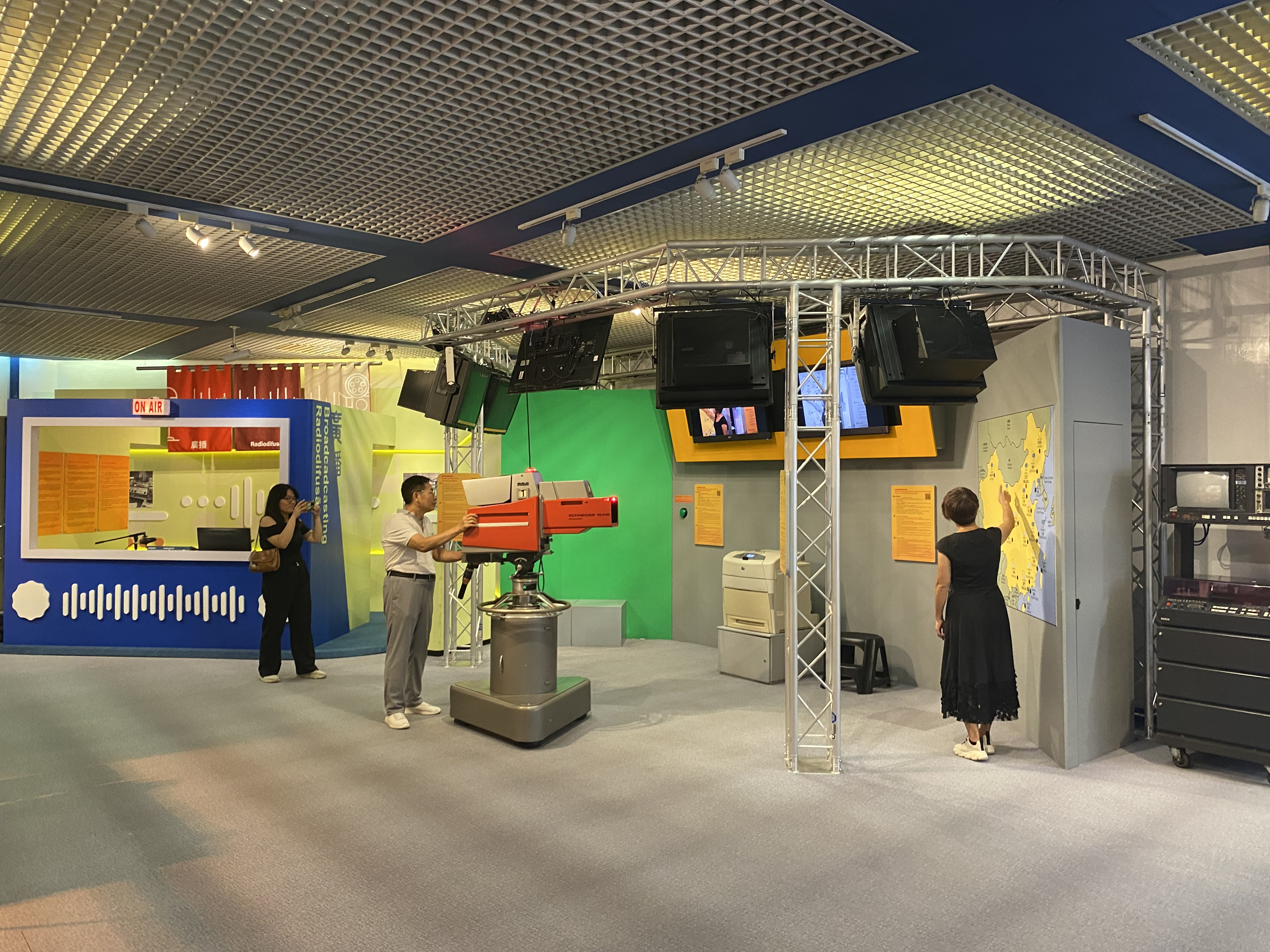
2樓綠色屏幕攝影室

二樓電訊展區是博物館中極其互動的區域。除了展出與郵政局歷史發展相連的電訊設備外，廣集以電磁、靜電、直流電、交流電、電報、電話、無線電廣播、資訊處理、傳輸、模擬電子和數碼電子為主題的科學展品。
- 火花
- 電磁學
- 交流電路
- 直流電路
- 電報機
- 電話
- 現場示範
- 廣播
- 資訊處理
- 電子實驗室
- 模擬電路實驗室
- 數碼實驗室
- 電子工作坊
- 模擬世界
- 元件展廊
- 傳輸

### 平台
平台為一個休閒區，為各年齡層之參觀者提供多款與通訊相關的遊樂設施。

## 相關資訊

### 館址
澳門特別行政區馬交石炮台馬路7號

### 開放時間
09:00 - 17:30

### 入場費用
2021年10月21日起，豁免所有本地居民和旅客的入场收费

## 外部連結
- 官方网站